# Mundżak czuboczelny
Mundżak czuboczelny (Muntiacus gongshanensis) – gatunek ssaka z rodziny jeleniowatych, wyodrębniony przez chińskich naukowców. Jest podobny i blisko spokrewniony z mundżakiem czarnym. Gatunek rzadki i słabo poznany.

## Występowanie i biotop
Chiny, Tybet i północna Mjanma. Zamieszkuje nizinne, wiecznie zielone lasy.

## Charakterystyka
| Podstawowe dane         | Podstawowe dane |
| ----------------------- | --------------- |
| Długość ciała           | brak danych     |
| Wysokość w kłębie       | 47–61 cm        |
| Długość ogona           | brak danych     |
| Masa ciała              | 18–24 kg        |
| Dojrzałość płciowa      | 6-9 miesięcy    |
| Ciąża                   | brak danych     |
| Liczba młodych w miocie | 1-2             |
| Długość życia           | min. 11 lat     |

Z wyglądu przypomina mundżaka czarnego, od którego różni się kasztanowobrązowym ubarwieniem i mniejszymi wymiarami. Biologia rozrodu nie została udokumentowana.

## Zagrożenia i ochrona
Muntiacus gongshanensis jest poławiany przez lokalną ludność dla mięsa, poroża i skór. Uznawany jest za gatunek zagrożony wyginięciem z powodu polowań i utraty siedlisk. Nie jest objęty konwencją waszyngtońską. W Czerwonej księdze gatunków zagrożonych Międzynarodowej Unii Ochrony Przyrody i Jej Zasobów został zaliczony do kategorii DD (brak wystarczających danych).